# Randegan (Dawar Blandong)
Randegan is een bestuurslaag in het regentschap Mojokerto van de provincie Oost-Java, Indonesië. Randegan telt 2179 inwoners (volkstelling 2010).